# Latania loddigesii
Latania loddigesii är en enhjärtbladig växtart som beskrevs av Carl Friedrich Philipp von Martius. Latania loddigesii ingår i släktet Latania och familjen Arecaceae. IUCN kategoriserar arten globalt som starkt hotad.
Artens utbredningsområde är Mauritius. Inga underarter finns listade i Catalogue of Life.

## Bildgalleri

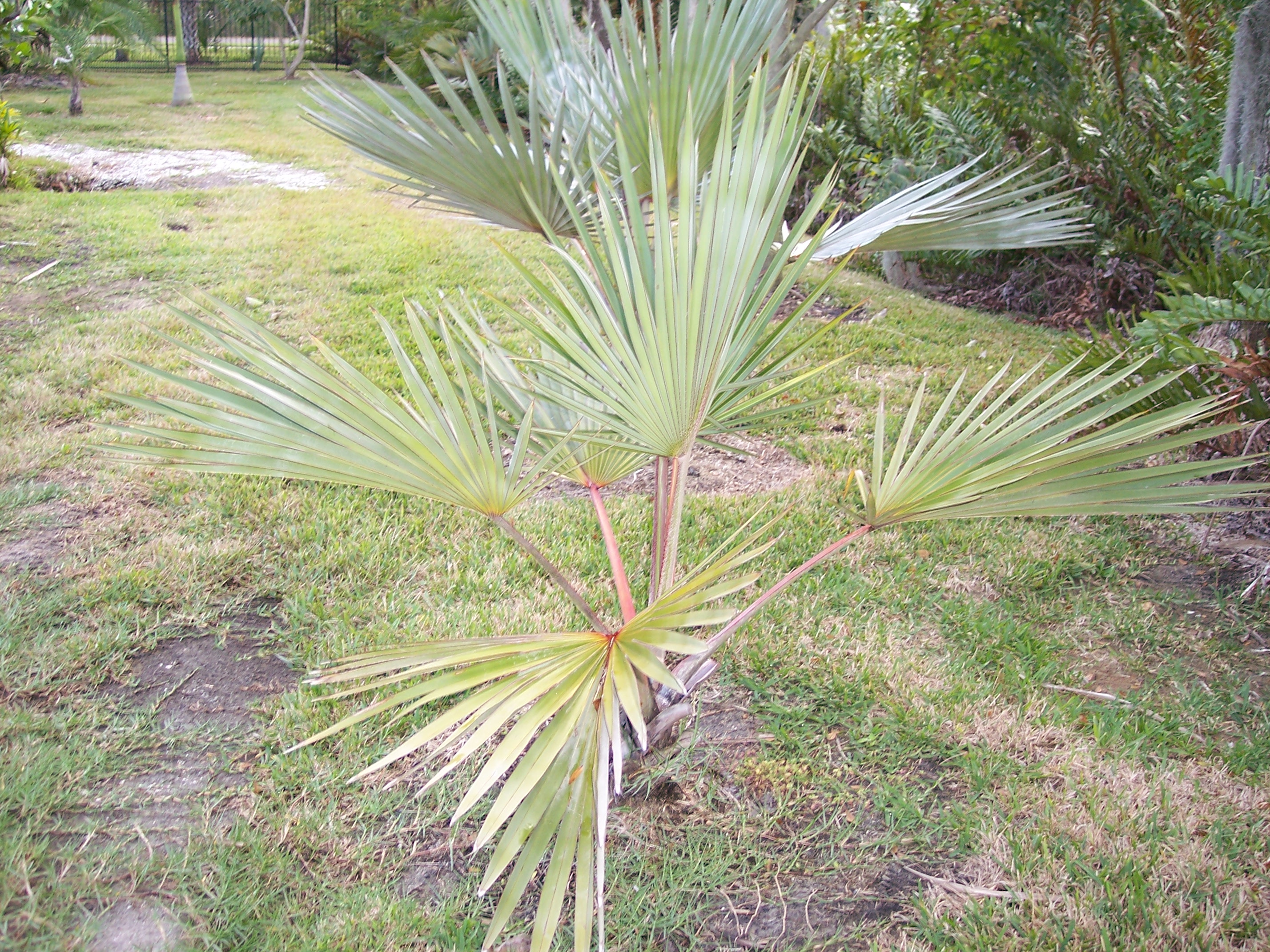
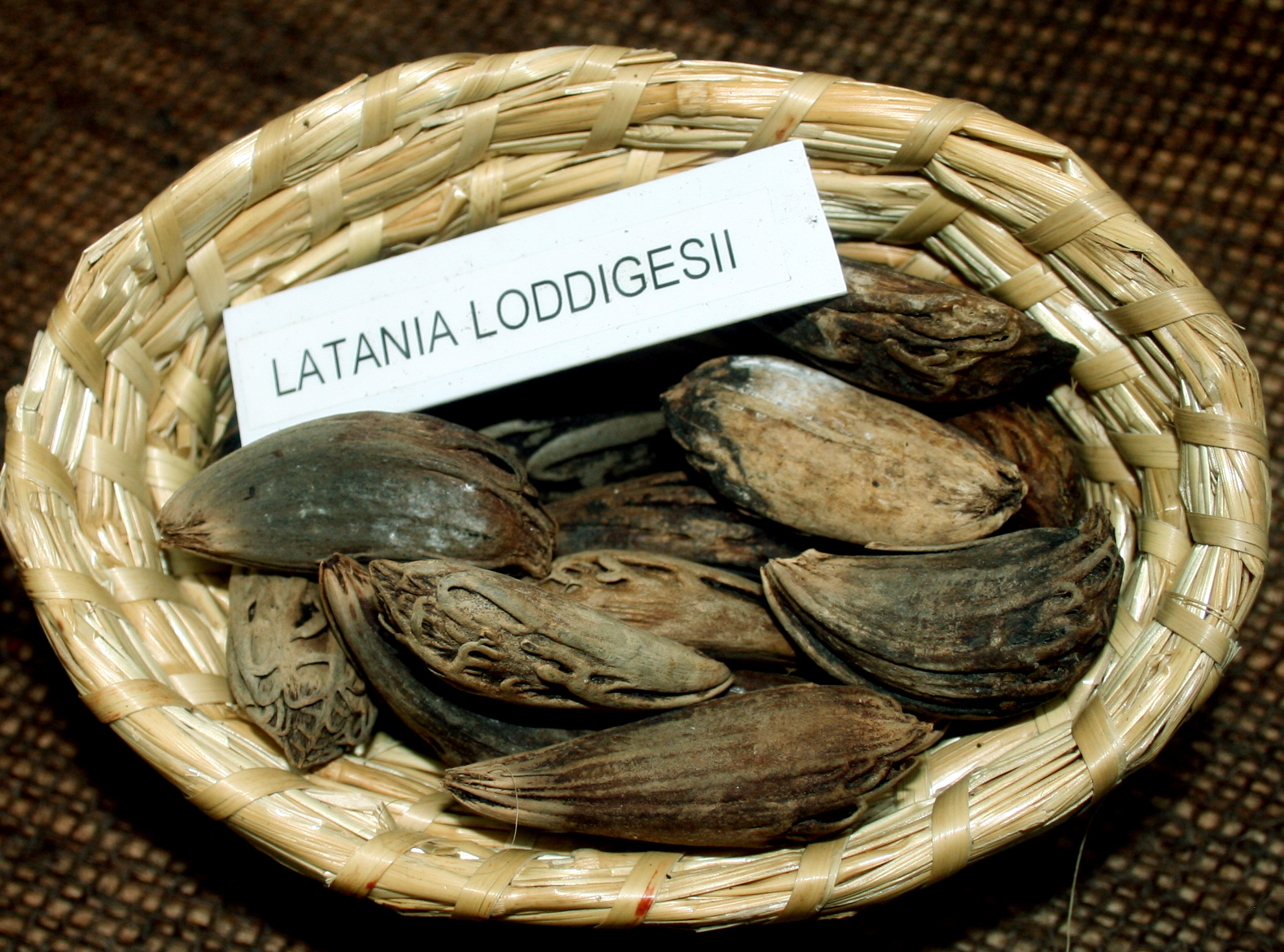